# 다케무라 미유키
다케무라 미유키 (竹村幸, 1989년 7월 25일 ~ )는 배영을 주종목으로 하는 일본의 수영 선수이다. 2014년 인천 아시안 게임 여자 배영 50m 결승 경기에서 28초27로 동메달을 확득했다.